# Santos Dumont-flygplatsen
Santos Dumont-flygplatsen (engelska: Santos Dumont Regional Airport) är en centralt belägen flygplats i Rio de Janeiro som mest trafikeras av inrikesflyg. Den är uppkallad efter den brasilianska flygpionjären Alberto Santos Dumont (1873-1932)
Santos Dumont är en av fem flygplatser i Brasilien som har trafikbegränsningar för att minska miljöpåverkan. Start och landning får ske under maximalt 19 timmar per dygn. 